# Bartolomé de las Casas (Formosa)
Bartolomé de las Casas es una localidad del departamento Patiño, en la provincia de Formosa, Argentina. Cuenta con una importante colonia aborigen, y una escuela secundaria bilingüe.
La principal vía de acceso es la Ruta Nacional 81, que la vincula al noroeste con Comandante Fontana y al sudeste con Palo Santo.

## Población
Cuenta con 1,134 habitantes (Indec, 2010), lo que representa un incremento del 830% frente a los 110 habitantes (Indec, 2001) del censo anterior.
| Gráfica de evolución demográfica de Bartolomé de las Casas entre 2001 y 2010 |
|                                                                              |
| Fuente: Censos nacionales del INDEC                                          |

## Toponimia
Recuerda a Bartolomé de las Casas, obispo y escritor español del siglo XVI.